# Hora solar pic
L'hora solar pic (HSP) és una unitat que mesura la irradiació solar i es defineix com el temps en hores d'una hipotètica irradiació solar constant de 1000 W/m².
Una hora solar pic equival a 3.6 MJ/m² o, dit d'una altra manera, 1 kWh/m², tal com es mostra a la següent conversió:
{\displaystyle {\mbox{1 HSP}}={\frac {1000\ W\cdot 1\ h}{m^{2}}}\cdot {\frac {3600\ s}{1\ h}}\cdot {\frac {1\ J/s}{1\ W}}\ =3.6\ MJ/m^{2}}
S'utilitza en el dimensionament de panells fotovoltaics.

## Interpretació gràfica
Si es representa en un gràfic la distribució horària de la irradiació incident sobre la superfície terrestre, s'observa que els nivells varien al llarg del dia. Gràficament, l'hora solar pic s'interpreta com una funció de valor constant que delimita la mateixa àrea que la distribució abans esmentada.

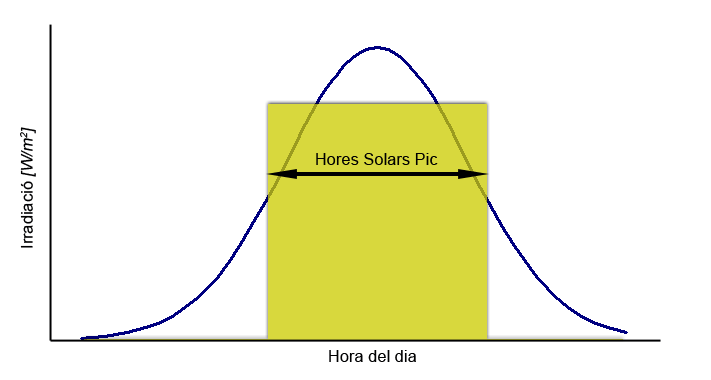
Interpretació gràfica de l'hora solar pic